# Tudhaliya Ier
Tudhaliya ier (parfois confondu avec Tudhaliya ii sous l'appellation Tudhaliya i / ii) est un roi hittite (Nouvel Empire) du début du XVe siècle av. J.-C.
La nomenclature des souverains hittites portant le nom de Tudhaliya est problématique. Un personnage de l’ère Hatti portait le nom de Tudhaliya, mais on ne sait pas s’il a régné ou non comme roi. D'autres chronologies insèrent un Tudhaliya directement après Muwattalli ier, mais avant le Tudhaliya dont on parle ici.
Certains spécialistes appellent Tudhaliya ier, le premier roi du Nouvel empire. D'autres attribuent cet honneur à Suppiluliuma Ier. Tudhaliya a peut-être été le petit-fils du souverain du Moyen Empire hittite Huzziya II. Il a peut-être  succédé directement à Muwatalli Ier, après l'avoir renversé. La séquence chronologique exacte des successions au début du Nouvel Empire est toutefois incertaine, en raison de la difficulté de situer Hattusili II. Le règne de Tudhaliya ier comprend une période de corégence avec Arnuwanda Ier, son beau-fils et fils adoptif.
L'événement le plus célèbre du règne de Tudhaliya est sa conquête de la terre d’Assuwa. On pense qu’Assuwa se trouve en Asie. En outre, de nombreuses régions des territoires d’Assuwa, notamment les terres de Taruisa et de Wilusiya, sont maintenant largement considérées comme étant des références à Troie, bien qu'il n'existe pas aujourd'hui assez de preuves pour expliquer comment ces deux terres en sont venues à désigner un seul endroit.

## Lignage
L'arbre généalogique ci-dessous est une reconstruction possible, parmi d'autres, du lignage de la famille royale de l'empire hittite. La nomenclature des souverains, les liens de parenté demeurent obscurs par de nombreux aspects,,.